# Parlamentswahl in San Marino 1920
- PSS: 18
- PPS: 29
- UDS: 13

Die Parlamentswahl in San Marino 1920 fand am 14. November 1920 statt und war die erste Parteien antreten durften und zur gleich die letzte bis 1945 in der andere Parteien neben der Partito Fascista Sammarinese bzw. dem Patriotischen Block antreten durften.

## Ergebnisse
| Partei                               | Anzahl der Stimmen | %      | Mandate |
| ------------------------------------ | ------------------ | ------ | ------- |
| Partito Popolare Sammarinese (PPS)   | 1.125              | 47,8 % | 29      |
| Partito Socialista Sammarinese (PSS) | 697                | 29,6 % | 18      |
| Unione Democratica Sammarinese (UDS) | 534                | 22,7 % | 13      |